# 豊住 (柏市)
豊住（とよすみ）は、千葉県柏市の町名。現行行政地名は豊住一丁目から豊住五丁目。郵便番号277-0071。

## 地理
東武野田線新柏駅（柏市新柏に所在）の北側に位置する。東武野田線を境に、西側に一丁目から三丁目、東側に四丁目・五丁目が存在する。小学校の学区及び町内会は東武野田線を境に分かれており、西側の一丁目から三丁目は豊住町会（光ケ丘）、東側の四丁目・五丁目は東豊住町会（永楽台）に属する。

### 地価
住宅地の地価は、2014年（平成26年）1月1日の公示地価によれば、豊住5-7-17の地点で12万6000円/m2となっている。

## 歴史

### 沿革
- 1954年（昭和29年）：土村根木内新田の一部が区画整理により、豊住となる。
- 1972年（昭和47年）：上記昭和29年に設置された豊住の一部が豊住4,5丁目となる。
- 1973年（昭和48年）：上記昭和29年に設置された豊住および今谷上町、中新宿の一部が豊住一・二・三丁目となり、現在の豊住が形成される

## 世帯数と人口
2017年（平成29年）10月31日現在の世帯数と人口は以下の通りである。
| 丁目       | 世帯数    | 人口    |
| ---------- | --------- | ------- |
| 豊住一丁目 | 583世帯   | 1,364人 |
| 豊住二丁目 | 241世帯   | 524人   |
| 豊住三丁目 | 805世帯   | 1,866人 |
| 豊住四丁目 | 324世帯   | 697人   |
| 豊住五丁目 | 575世帯   | 1,292人 |
| 計         | 2,528世帯 | 5,743人 |

## 小・中学校の学区
市立小・中学校に通う場合、学区は以下の通りとなる。
| 丁目       | 番地 | 小学校             | 中学校             |
| ---------- | ---- | ------------------ | ------------------ |
| 豊住一丁目 | 全域 | 柏市立光ケ丘小学校 | 柏市立光ケ丘中学校 |
| 豊住二丁目 | 全域 | 柏市立光ケ丘小学校 | 柏市立光ケ丘中学校 |
| 豊住三丁目 | 全域 | 柏市立中原小学校   | 柏市立光ケ丘中学校 |
| 豊住四丁目 | 全域 | 柏市立柏第八小学校 | 柏市立中原中学校   |
| 豊住五丁目 | 全域 | 柏市立柏第八小学校 | 柏市立中原中学校   |

## 交通

### 鉄道
- 町内には東武野田線が通っており、新柏駅が最寄り駅である。ただし、一丁目など一部地域では常磐緩行線南柏駅のほうが利便性が高い。

### バス
- 東武野田線西側にある一丁目から三丁目では、南柏駅へのバスの便がある（東武バスイースト沼南営業所）。南柏駅発の路線には、豊住経由の便も存在する。

## 施設
- マツモトキヨシ豊住店
- 柏市立豊住保育園
- 任天堂東京配送センター